# Neocteniza minima
Neocteniza minima är en spindelart som beskrevs av Pablo A. Goloboff 1987. Neocteniza minima ingår i släktet Neocteniza och familjen Idiopidae. Inga underarter finns listade i Catalogue of Life.